# Équipe d'Uruguay masculine de water-polo
L'équipe d'Uruguay masculine de water-polo est la sélection nationale représentant l'Uruguay dans les compétitions masculines de water-polo.

## Résultats

### Jeux olympiques
- 1936 - 13e place[1]
- 1948 - 16e place[2]

### Coupe des challengers de la FINA
- 2007 — 6e place
- 2009 — 7e place
- 2013 — 6e place
- 2015 —  Médaille d'argent
- 2017 —  Médaille d'or